# Vasile Mihalache
Vasile Mihalache (n. 26 mai 1939

 - d. 27 octombrie 2018
) a fost un politician român, care a deținut funcția de primar al sectorului 4 în perioada iunie 2000 - iunie 2004, din partea PDSR. A fost profesor de desen la Școala Generală nr. 194 din sectorul 4.

## Vezi și
- Lista primarilor sectoarelor bucureștene aleși după 1989

## Legături externe
- Primarul Sectorului 4 continua "mostenirea Lutu"
- Primarul Mihalache a gestionat eficient banul public - libertatea.ro
- #COLECTIV FALSURI PENALE LA PRIMĂRIA SECTORULUI 4, ÎN CAZUL AJUTOARELOR PENTRU DOI RĂNIȚI LA COLECTIV. DOVEZI AUDIO - lazid.info[nefuncțională]